# CR Flamengo (Porto Velho)
CR Flamengo was een Braziliaanse voetbalclub uit Porto Velho in de staat Rondônia. 

## Geschiedenis
De club werd opgericht in 1955 en werd vernoemd naar de gelijknamige club uit Rio de Janeiro. De club werd tien keer staatskampioen. Na de invoering van het profvoetbal in de staat in 1991 speelde de club nog drie seizoenen in de profcompetitie en deed het daar nochtans niet onaardig, maar werd na het seizoen 1994 ontbonden. 

## Erelijst
Campeonato Rondoniense
1956, 1960, 1961, 1962, 1965, 1966, 1967, 1982, 1983, 1985